# COSMO-SkyMed Seconda Generazione
COSMO-SkyMed Seconda Generazione o CSG (COnstellation of small Satellites for the Mediterranean basin Observation), è una costellazione di quattro satelliti destinata a garantire l'estensione operativa dei quattro satelliti COSMO-SkyMed (CSK). Il sistema è promosso dall'Agenzia Spaziale Italiana e dal Ministero della Difesa per l'uso combinato (civile e militare) di satelliti radar per l'osservazione terrestre.

## Storia
Con l'approssimarsi del limite di vita operativa dei quattro satelliti lanciati tra il 2007 ed il 2010, nel 2014 fu firmato un accordo preliminare tra l'ASI e la Thales Alenia Space (TAS) per la fornitura e gestione di due nuovi satelliti. Nel settembre del 2017, la Thales stipulò con Arianespace il contratto per il lancio dei satelliti dallo spazioporto di Kourou,  prevedendo un vettore Sojuz-2 per il primo ed un Vega C per il secondo. Le date di lancio, inizialmente previste nel biennio 2017-2018, sono successivamente slittate al 2019-2020 grazie al mantenimento della piena operatività dei satelliti della generazione precedente.
Il 15 dicembre 2020, ASI e TAS hanno firmato il contratto industriale per espandere il sistema CSG e raddoppiarne la capacità entro il 2025, per un numero totale di quattro satelliti anche per la Seconda Generazione.
Il 18 dicembre 2019 è stato lanciato il primo satellite dallo spazioporto di Kourou alle 08:54:20 UTC a bordo del lanciatore russo Sojouz-2 insieme al telescopio spaziale CHEOPS dell'ESA ed altri tre CubeSat europei. Il secondo lancio era previsto a fine 2021 a bordo di un Vega C.
Il 1º febbraio 2022 è stato lanciato il secondo satellite dalla base di Cape Canaveral in Florida.

## Caratteristiche
Rispetto alla generazione precedente, i quattro nuovi satelliti sono caratterizzati da un radar ad apertura sintetica (o SAR) migliorato nella risoluzione spaziale e nel raddoppio della capacità di immagazzinamento e velocità di trasmissione dei dati. Sono stati riprogettati l'avionica ed il sistema di generazione dell'energia (con un incremento del 40% rispetto alla generazione precedente) insieme ad una aumentata capacità dei serbatoi del sistema propulsivo in modo da estendere la loro vita operativa. Il satellite è costituito dall'integrazione di tre moduli principali: uno di servizio, uno di propulsione ed uno per il carico utile.
La generazione dell'energia elettrica è assicurata dall'EPS (Electrical Power Subsystem) che, grazie ad un sistema di pannelli solari e batterie, garantisce i 18,6 kW di picco necessari al funzionamento dei vari apparati di bordo mediante due linee (a 65 volt, non stabilizzata, e a 28 V).
Il modulo di controllo di assetto o AVS (Avionics Subsystem) è contenuto nel modulo di servizio. Ha una unità di controllo centralizzata (SMU, Spacecraft Management Unit) che gestisce l'assetto, il controllo dei parametri orbitali e la telemetria mediante l'azione combinata di 4 ruote di reazione, una ruota di momento, tre bobine magnetiche, sensori stellari, ricevitore GPS, giroscopi e magnetometro in modo da garantire un puntamento rapido e accurato durante le osservazioni radar. Il sistema RCS ha una capacità di 154 kg di idrazina e sei motori.
La massa del satellite al lancio è di circa 2230 kg. 